# Szczigry

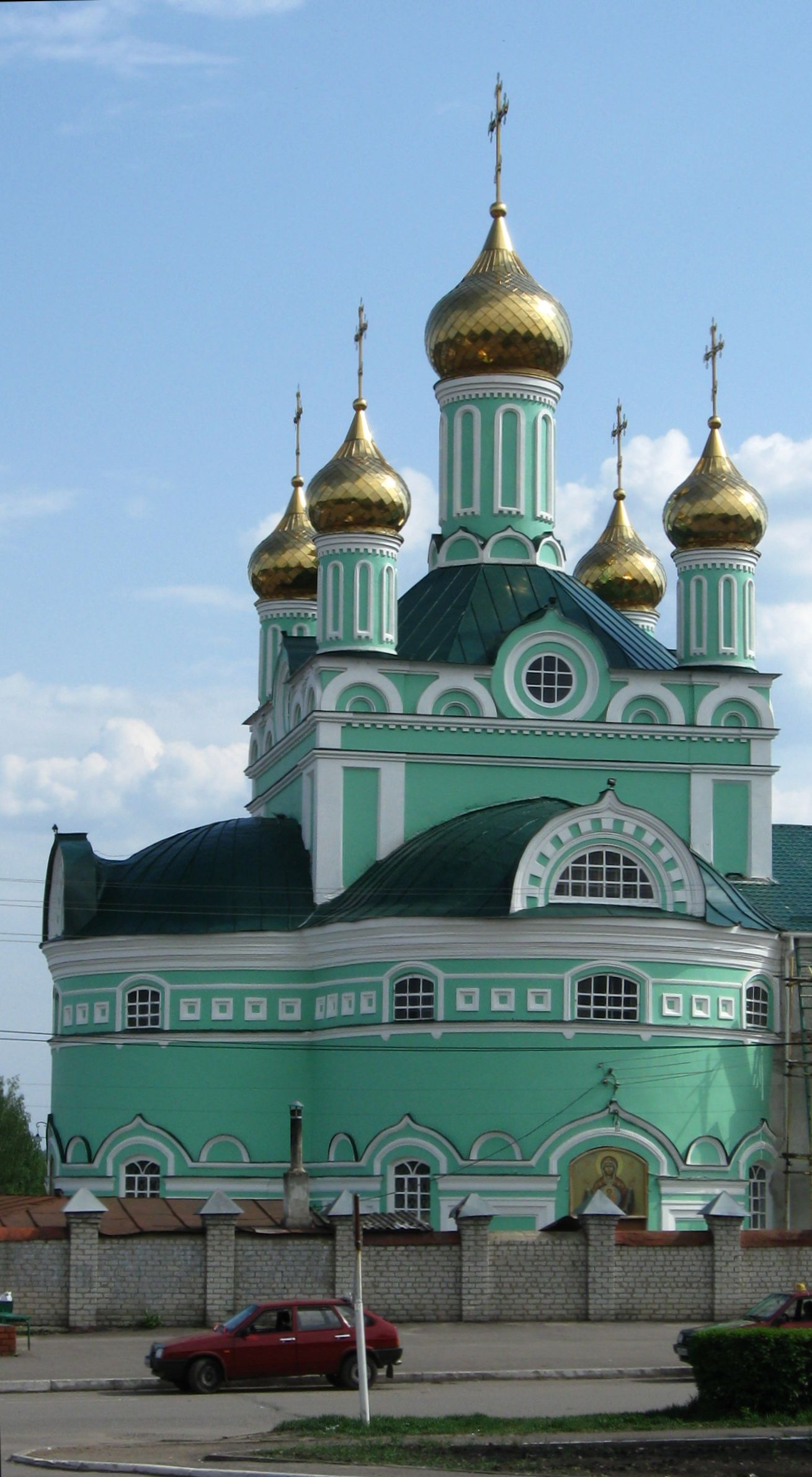
Sobór Trójcy Świętej

Szczigry (ros. Щигры) – miasto (szczególnego znaczenia dla rejonu) w Rosji, w obwodzie kurskim. Jest centrum administracyjnym szczigrowskiego rejonu, w którego skład jednak nie wchodzi, stanowiąc samodzielną jednostkę administracyjną (okręg miejski) obwodu.

## Geografia
Położona jest nad rzeką Szczigor.

## Historia
W XVII w. istniała tu wieś. Prawa miejskie od 1779 r.

## Demografia
Populacja miejscowości wynosiła około 18 500 (2006).

## Miasta partnerskie
- Saki